# Gerbillus agag
Gerbillus agag es una especie de roedor de la familia Muridae. La IUCN considera válida la especie G. cosensi y G. dalloni la mete dentro de Gerbillus nigeriae.

## Distribución geográfica
Se encuentra principalmente desde el sudoeste de Mauritania al norte de Nigeria y hasta Sudán, Uganda y Kenia. 